# Арктик Мънкис
Арктик Мънкис (Arctic Monkeys) са английска инди рок група. Сформирана е през 2002 година в Хай Грийн, което е предградие на Шефилд. Понастоящем съставът е изграден от Алекс Търнър (вокали, първа/ритъм китара), Джейми Кук (ритъм/първа китара), Ник О'Мали (бас китара, беквокали) и Мат Хелдърс (барабани, перкусии и беквокали). Бивши членове са Анди Никълсън (бас китара, беквокали) и Глин Джоунс (вокали, ритъм китара).

## История
Бандата е записала 6 студийни албума: Whatever People Say I Am, That's What I'm Not (2006), Favourite Worst Nightmare (2007), Humbug (2009), Suck It and See (2011) AM (2013) и Tranquility Base Hotel & Casino (2018), както и един концертен албум At The Apollo (2008). Техният дебютен албум се превръща в най-бързо продадения дебютен албум в историята на британската музика, подобрявайки постижението на Оейсис с Definitely Maybe.
Арктик Мънкис са приветствани като една от първите групи, които получават обществено внимание посредством Интернет (уеб страници на почитатели, а не на групата), като коментаторите предполагат, че те представляват възможността за промяна в начина, по който нови групи се промотират и маркетират. Те са също смятани за една от най-важните групи от възраждането на пост-пънка, като постигат търговски успех и два номер едно сингъла с техния дебютен албум.

## Албуми
- Whatever People Say I Am, That's What I'm Not (2006)
- Favourite Worst Nightmare (2007)
- Humbug (2009)
- Suck It and See (2011)
- AM (2013)
- Tranquility Base Hotel & Casino (2018)
- The Car (2022)

|  | Тази страница частично или изцяло представлява превод на страницата Arctic Monkeys в Уикипедия на английски. Оригиналният текст, както и този превод, са защитени от Лиценза „Криейтив Комънс – Признание – Споделяне на споделеното“, а за съдържание, създадено преди юни 2009 година – от Лиценза за свободна документация на ГНУ. Прегледайте историята на редакциите на оригиналната страница, както и на преводната страница, за да видите списъка на съавторите. ВАЖНО: Този шаблон се отнася единствено до авторските права върху съдържанието на статията. Добавянето му не отменя изискването да се посочват конкретни източници на твърденията, които да бъдат благонадеждни. |